# Trichonotulus pilosellus
Trichonotulus pilosellus är en skalbaggsart som beskrevs av Schmidt 1907. Trichonotulus pilosellus ingår i släktet Trichonotulus och familjen Aphodiidae. Inga underarter finns listade i Catalogue of Life.